# Front national sicilien - Sicile indépendante
Le Front national sicilien - Sicile indépendante (FNS)  en sicilien Frunti Nazziunali Sicilianu - Sicilia Indipinnenti, en italien Fronte Nazionale Siciliano - Sicilia Indipendente, est un parti indépendantiste sicilien fondé en 1964.

## Historique